# Бо, Карл Эдвард
Ка́рл Э́двард Бо́ (англ. Carl Edward Baugh; род. 21 октября 1936 года) — американский младоземельный креационист. Известен как основатель техасского «Музея свидетельств Сотворения», а также своими заявлениями об обнаружении у реки Пэлукси (Paluxy River) следов, костей и кожных покровов динозавров рядом со следами человека. Создатель и ведущий серии телепередач «Сотворение в XXI веке» (Creation in the 21st century) на телеканале TBN, где он представлял идеи младоземельного креационизма, которые были сочтены псевдонаучными, как научным сообществом, так и другими креационистами.

## Биография
Родился 21 октября 1936 года в Кенеди (Техас), небольшом американском городке. В 1955 году, предположительно, окончил среднюю школу города Абилин. Далее обучался в Тихоокеанском международном университете (Спрингфилд, штат Миссури), который окончил в 1989 году, получив степень доктора философии (англ. Ph.D.). Университет не имел официальной государственной аккредитации, но, тем не менее, по законам штата мог заниматься образовательной деятельностью. Позже, Карл Бо некоторое время был ректором этого учебного заведения.

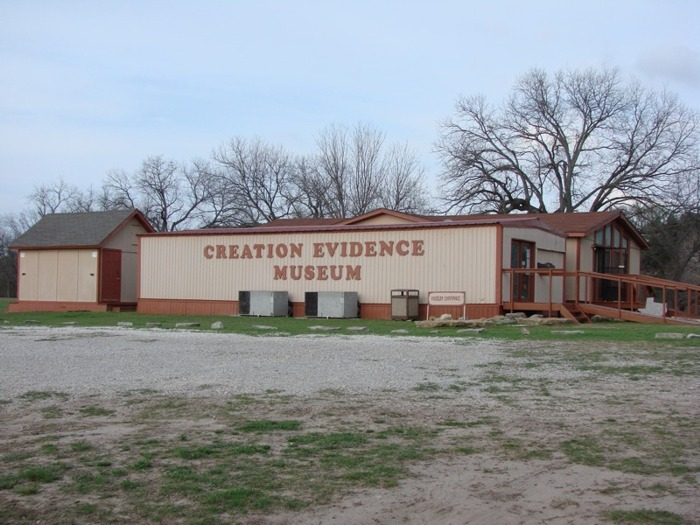
Первоначальные помещения основанного Карлом Бо «Музея свидетельств Сотворения мира», март 2007

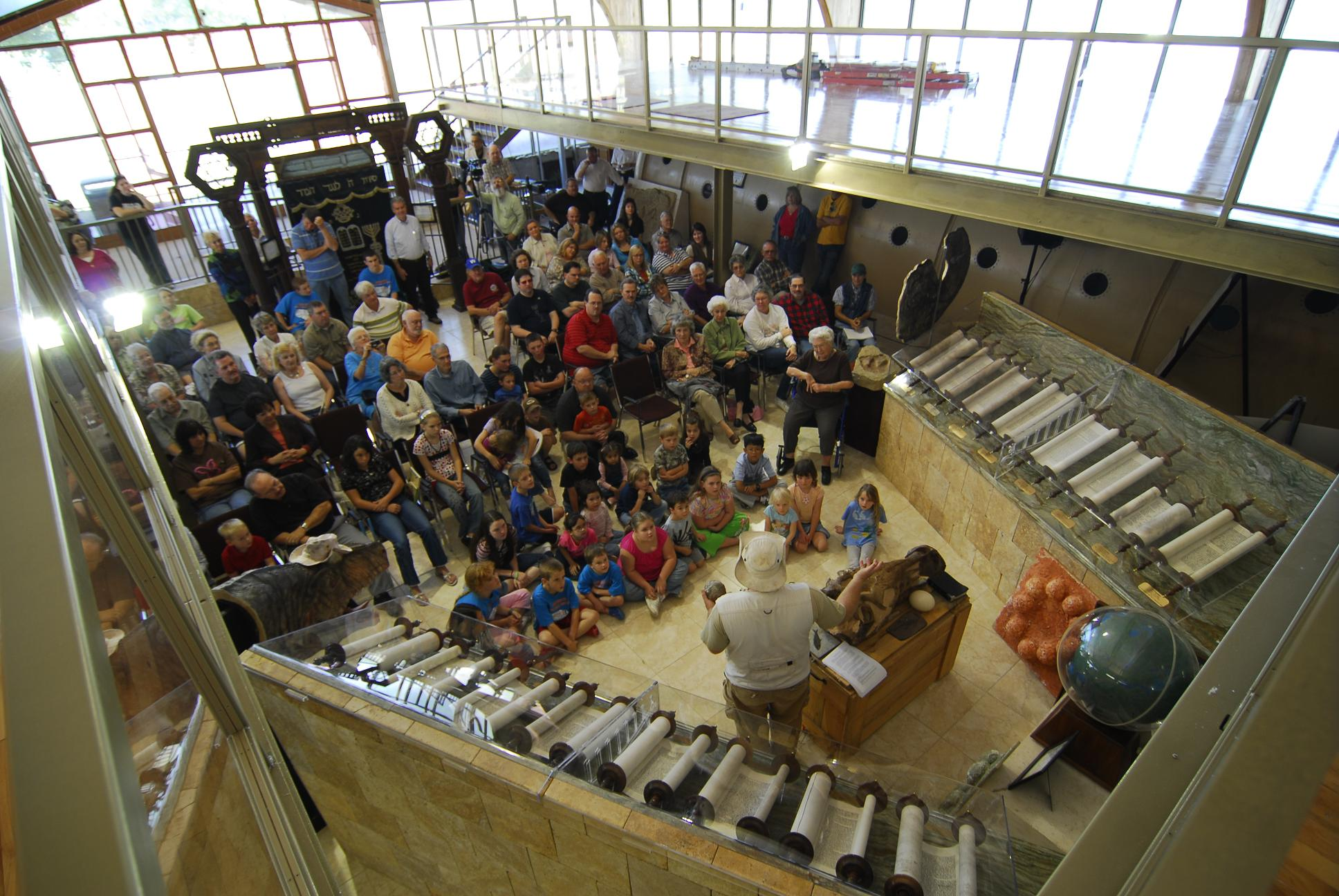
Лекция Карла Бо о креационизме в его музее

В 1984 году, в Глен-Роузе (Техас), Карл Бо основал «Музей свидетельств Сотворения мира». Первоначально его разместили в двух больших автомобильных трейлерах установленных вблизи от Долины динозавров. Среди прочих «неуместных артефактов», в музее выставлен, в частности, так называемый «лондонский молот из Техаса», возраст которого якобы оценивается миллионами лет.
Экспозиция музея неоднократно критиковалась за ошибочную атрибуцию или прямую подделку экспонатов.
В 1996 году Карл Бо в неоднозначной телевизионной программе NBC — «Таинственное происхождение человека» (англ. The Mysterious Origins of Man) продемонстрировал якобы обнаруженные им у реки Пэлукси (Paluxy River) следы динозавров рядом со следами человека. Эти находки, хранящиеся в «Музее свидетельств Сотворения мира», также были сочтены псевдонаучными, как креационистами, так и научным сообществом.
Кроме того, Карл Бо принимает активное участие в полевых исследованиях. Так, в конце 1990-х годов, он совместно с Джимом Блумом (англ. Jim Blume), в тропических лесах Папуа-Новой Гвинеи участвовал в поисках ропена — якобы живущего там летающего существа, похожего на птерозавра. Позже руководил рядом раскопок динозавров, в том числе акрокантозавра в Техасе и диплодока в штате Колорадо.

## Критика
В начале 1980-х годов ряд исследователей из числа как учёных, так и сторонников креационизма, куда входил, в частности, Стив Шаферсмен (англ. Steven Schafersman), изучали материалы представленные Карлом Бо в его музее. В ходе трёхлетней экспертизы они пришли к выводу, что материалы крайне противоречивы и не могут служить доказательством утверждений Бо, являясь, по сути, подделками. Сюда относятся и, так называемые, аргументы параллельного существования динозавров и людей — их совместные окаменевшие следы, и другой «неуместный артефакт» — «лондонский молоток из Техаса», возраст которого якобы оценивается миллионами лет.
Карл Бо позиционирует себя как доктора философских и археологических наук, однако происхождение дипломов о его образовании представляется сомнительным и вызывает вопросы, в частности, по причине отсутствия государственной аккредитации у организаций их выдававших. Не существует документальных доказательств окончания им даже средней школы.